# Menodoro
Menodoro (chiamato anche Menas; ... – Siscia, 35 a.C.) è stato un ammiraglio greco antico.
Menodoro era un liberto di Pompeo e quando, nel 40 a.C. il figlio Sesto Pompeo si ribellò e divenne governatore della Sicilia, Menodoro divenne uno dei suoi più importanti ammiragli. Sempre nel 40 a.C. conquistò la Sardegna per Sesto Pompeo, cacciando il governatore Marco Lurio, partigiano di Ottaviano. Successivamente, passò dalla parte di Ottaviano partecipando con lui alla guerra contro Sesto Pompeo stesso. In seguito partecipò anche alle campagne militari di Ottaviano in Illirico dove però nel 35 a.C. venne ucciso negli scontri con la tribù pannonica dei Segestani (dove poi venne costruita la fortezza legionaria di Siscia).